# Donas
Donas é uma localidade portuguesa do município do Fundão, na antiga província da Beira Baixa, região do Centro (Região das Beiras) e sub-região da Cova da Beira, que foi sede da extinta Freguesia de Donas, freguesia que tinha 7,93 km² de área e 863 habitantes (2011), e, por isso, uma densidade populacional de 114,1 hab./km².
A Freguesia de Donas foi extinta em 2013, no âmbito de uma reforma administrativa nacional, para, em conjunto com as Freguesias de Fundão, Valverde, Aldeia de Joanes e Aldeia Nova do Cabo, formar uma nova freguesia denominada União das Freguesias de Fundão, Valverde, Donas, Aldeia de Joanes e Aldeia Nova do Cabo com sede em Fundão.
Entre as personalidades portuguesas que viveram nesta aldeia beirã e dela deram testemunho público, encontram-se nomes como o de António Guterres e dos professores José Leonardo Saraiva e José Hermano Saraiva.

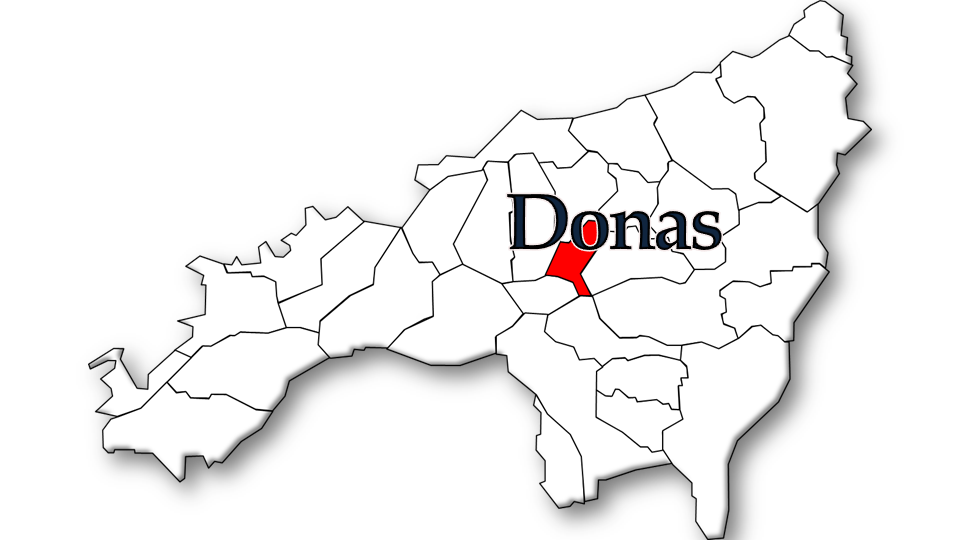
Localização no Município do Fundão

## População
| População da freguesia de Donas | População da freguesia de Donas | População da freguesia de Donas | População da freguesia de Donas | População da freguesia de Donas | População da freguesia de Donas | População da freguesia de Donas | População da freguesia de Donas | População da freguesia de Donas | População da freguesia de Donas | População da freguesia de Donas | População da freguesia de Donas | População da freguesia de Donas | População da freguesia de Donas | População da freguesia de Donas | População da freguesia de Donas |
| ------------------------------- | ------------------------------- | ------------------------------- | ------------------------------- | ------------------------------- | ------------------------------- | ------------------------------- | ------------------------------- | ------------------------------- | ------------------------------- | ------------------------------- | ------------------------------- | ------------------------------- | ------------------------------- | ------------------------------- | ------------------------------- |
| 1864                            | 1878                            | 1890                            | 1900                            | 1911                            | 1920                            | 1930                            | 1940                            | 1950                            | 1960                            | 1970                            | 1981                            | 1991                            | 2001                            | 2011                            |                                 |
| 902                             | 997                             | 1 070                           | 1 124                           | 1 159                           | 1 309                           | 1 358                           | 1 329                           | 1 519                           | 1 297                           | 947                             | 859                             | 858                             | 912                             | 863                             |                                 |

## Património
- Casa do Paço das Donas [4] Classificado como Imóvel de interesse público
- Solar Beirão
- Capelas da Senhora do Souto e de São Roque
- Casas da Cerca, dos Tenentes e do Dr. Pinto Barrigas
- Trecho da serra da Gardunha

## Centro Museológico António Guterres - Domus Mundi
Domus Mundi - Centro Museológico António Guterres, é um espaço no segundo piso da sede da junta de freguesia, inaugurado em maio de 2008 e que mostra cerca de 60 peças oferecidas a António Guterres enquanto primeiro-ministro e que o actual Alto Comissário das Nações Unidas doou à autarquia.